# Capsule
Capsule (яп. カプセル) — японська Shibuya Kei група. Hardcore-гурт з США (Dippy/RoboticEmpire). Capsule — електронна група, що складається з Ясутака Накаті (яп. ヤスタカ 中田) і Тосіко Косідзіми (яп. としこ こしじま).

## Подробиці
У їх музиці відчувається особливий художній естетизм. Вони змішують у своїх роботах електроніку, хаус, диско-панк, лаунж і рок. Вони також стежать за модою. Ця група відносить себе до жанру Shibuya-kei, для якого характерна суміш джазу, попа і електропопа.
Capsule з'явилися в 1997-му році, коли Ясутака Наката і Тосіко Косідзіма познайомилися на фестивалі TEENS 'MUSIC FESTIVAL в префектурі Хокуріку.
Ясутака Наката — успішний музикант, який займається продюсуванням своєї групи, визначенням її творчого розвитку, їх концепції та стилю. І саме він пише тексти і пише музику. Тосіко Косідзіма — голос групи.
У 2001-му році вони почали активно записуватися випустивши свій перший сингл «Сакура» (さくら) на «Yamaha Music».
У 2003-му Ясутака Наката створив свій власний лейбл — contemode, на якому продюсував такі групи, як Nagisa Cosmetic, copter4016882, Meg і жіноче тріо Perfume, про які він часто згадує у своєму блозі. Ясутака Наката також написав кілька пісень для музикантів свого лейблу, а ще для m-flo. І все це крім його роботи по створенню альтернативних аранжувань і реміксів. Він відпрацював діджеєм на популярних клубних заходах, на показах дизайнерів, модних журналів і таке інше. У ньоґо збереглися тісні зв'язки зі світом моди.

## Учасники гурту
- Ясутака Наката (яп. ヤスタカ 中田)
- Тосіко Косідзіма (яп. としこ こしじま)